# Joszif Alekszandrovics Brodszkij
Joszif Alekszandrovics Brodszkij – (Иосиф Александрович Бродский) (Leningrád, 1940. május 24. – New York, 1996. január 28.) Nobel-díjas amerikai orosz költő, esszéíróként angolul alkotott.

## Életrajz

### Gyermekkor
Brodszkij orosz zsidó családban született Leningrádban. Egy híres és ősi rabbicsalád, Schorr leszármazottja volt. Férfiágon közvetlen felmenője Joseph Ben Isaac Bekhor Shor. 
Apja, Alekszandr Ivanovics Brodszkij professzionális fotóriporter és fényképész volt a szovjet haditengerészetben. Anyja, Marija Moiszejevna Volpert könyvelő és tolmács volt. Brodszkij gyermekkora a háborús évekre esett. Átélte a leningrádi blokádot, és az azt követő szörnyű éhezés, életveszély, az apátlanság és nyomor éveit. Szülei majdnem éhen haltak. Mint felnőtt is szenvedett az ostrom okozta különböző egészségi problémák miatt.
Művészközpontú világszemlélete a 40-es, 50-es évek Leningrádjában alakult és bontakozott ki. A bombázások idején romossá vált neoklasszikus építészet, az orosz kultúrában hagyományosnak tekinthető pétervári műveltség, a város hangulata és természeti környezete, a tenger és a Néva levegője mély benyomást tettek rá. Mindez tetten érhető későbbi költészetében.
A hetedik osztály elvégzése után, amikor még tizenhat éves sem volt, otthagyta az általános iskolát, és elment marós ipari tanulónak – részben iskolai problémáival, részben a család siralmas anyagi helyzetével összefüggésben. Az ipariskola nem tartott sokáig. Szeretett volna orvos lenni, ám ez sem sikerült. Mindössze pár hétig, hónapig dolgozott egy területi kórházban a kórboncnok mellett, ami el is vette kedvét az orvosi hivatástól.
A következő öt évben a legkülönbözőbb munkahelyeken dolgozott, geológiai expedíciókon is részt vett. Mindeközben rengeteget olvasott, elsősorban költőket és filozófiai, egyházi szerzőket; elkezdett angolul és lengyelül tanulni.

### Ifjúkori versek
Állítása szerint tizennyolc éves korában kezdett írni, ugyanakkor ismertek versei már 1956-57-ből is. A meghatározó késztetést Borisz Szluckij költészete jelentette számára.
Brodszkij korai verseire feltűnően jellemző a zeneiség, még a dzsesszimprovizáció hatása is. 1962-ben megismerkedett egy fiatal festőnővel, Marina Baszmanovával, ő volt az első múzsája. 1968-ig éltek együtt, ezalatt egy fiúgyermekük (Andrej) született.

### Emigrációban, USA
Ideiglenes nyughelye a Hudson-parti Trinity Church Cemeteryben (New York) volt másfél évig. Végül 1997 nyarán kedves városában, a velencei San Michele temetőben helyezték örök nyugalomra.

## Művei magyarul
- Post aetatem nostram. Versek; fordította: Bajcsi Cecília et al.; Európa, Budapest, 1988, ISBN 963 07 4791 X
- Új élet; fordította: Baka István, utószó: M. Nagy Miklós; Jelenkor, Pécs, 1997, ISBN 963 676 084 5
- Gyűjtőknek való. Esszék; válogatta: M. Nagy Miklós, fordította: Erdélyi Annamária et al.; Európa, Budapest, 1998 (Mérleg), ISBN 963 07 6399 0
- Joseph Brodsky: Velence vízjele; fordította, jegyzetek: Hetényi Zsuzsa; Typotex, Budapest, 2008, ISBN 978 963 279 000 8
- Karácsonyi versek; ford. Soproni András; Helikon, Bp., 2021